# Решетило Мирослав
Миросла́в Решети́ло — громадський активіст, учасник установчих зборів і співавтор першого статуту Товариства Лева та перший голова його етнографічної секції.

## З життєпису
Народився 1961 року у Львові. Його батько родом з-під Хотина, дід був кожум'якою, прожив 98 років. Закінчив історичний факультет київського університету ім. Шевченка. Одружився, проживав у Львові з дружиною Наталею та двома синами — Любомиром 2007 р.н. і Світодаром 2012 р.н.
Працював у львівському Центральному державному історичному архіві , відділ давніх актів. 4 роки жив біля Підгорецького палацу, починав робити козацьку ресторацію.
У 1987 році був організатором першої виставки гаварецької кераміки в музеї етнографії. Не обійшлися без нього гаївки та обжинки 1988 року в музеї народної архітектури та побуту, перша збірка «Гаївки» (1988) та збірка «Колядки» (1989).
Протягом 1989—1990 років збирав сценарії і організовував вертепи для участі у Перших народних фестинах «Різдво у Львові».
Засновник товариства «Ґердан», член товариства «Кіш», натхненник заснування «Козацької слободи» в музеї народної архітектури та побуту.
Помер 23 вересня 2017 року після важкої хвороби.
Похований 25 вересня 2017-го у Львові.